# Anthony Goodman
Pour les articles homonymes, voir Goodman.
Anthony Goodman (né en 1936, et mort le 3 octobre 2016) est un professeur américain d’histoire médiévale et des renaissances à l’université d’Édimbourg. Son principal champ d’intérêt est le bas Moyen Âge en Angleterre, et il a publié des livres sur des sujets comme Jean de Gand et la guerre des Deux-Roses.

## Principales œuvres
- (en) The Loyal Conspiracy: The Lords Appellant under Richard II, London, Routledge, 1971  (ISBN 0710070748).
- (en)A History of England from Edward II to James I, London, Longman, 1977  (ISBN 0582482828).
- (en) The Wars of the Roses: Military Activity and English Society, 1452-97, London, Routledge, 1981  (ISBN 0710007280).
- (en) John of Gaunt: The Exercise of Princely Power in Fourteenth-Century Europe, Harlow, Longman, 1992  (ISBN 0582502187).
- (en) Katherine Swynford, Lincoln, Honywood, 1994  (ISBN 1870561074).